# ماینفلد
شهرماینفلد در بخش لاندکر در ایالت گروبوندان در کشور سوئیس واقع شده‌است که ۲٬۳۰۰ نفر  جمعیت دارد.

## نگارخانه

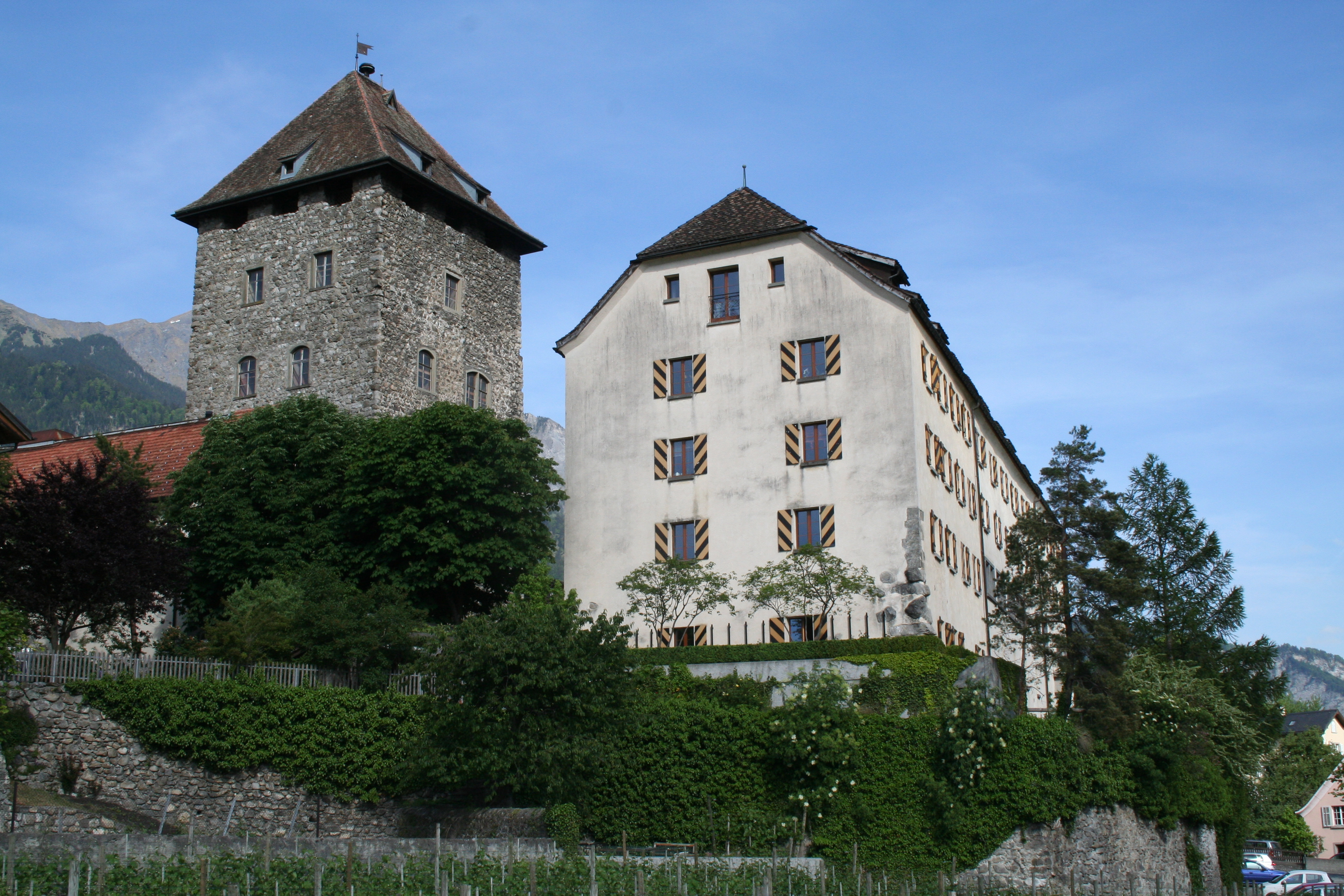
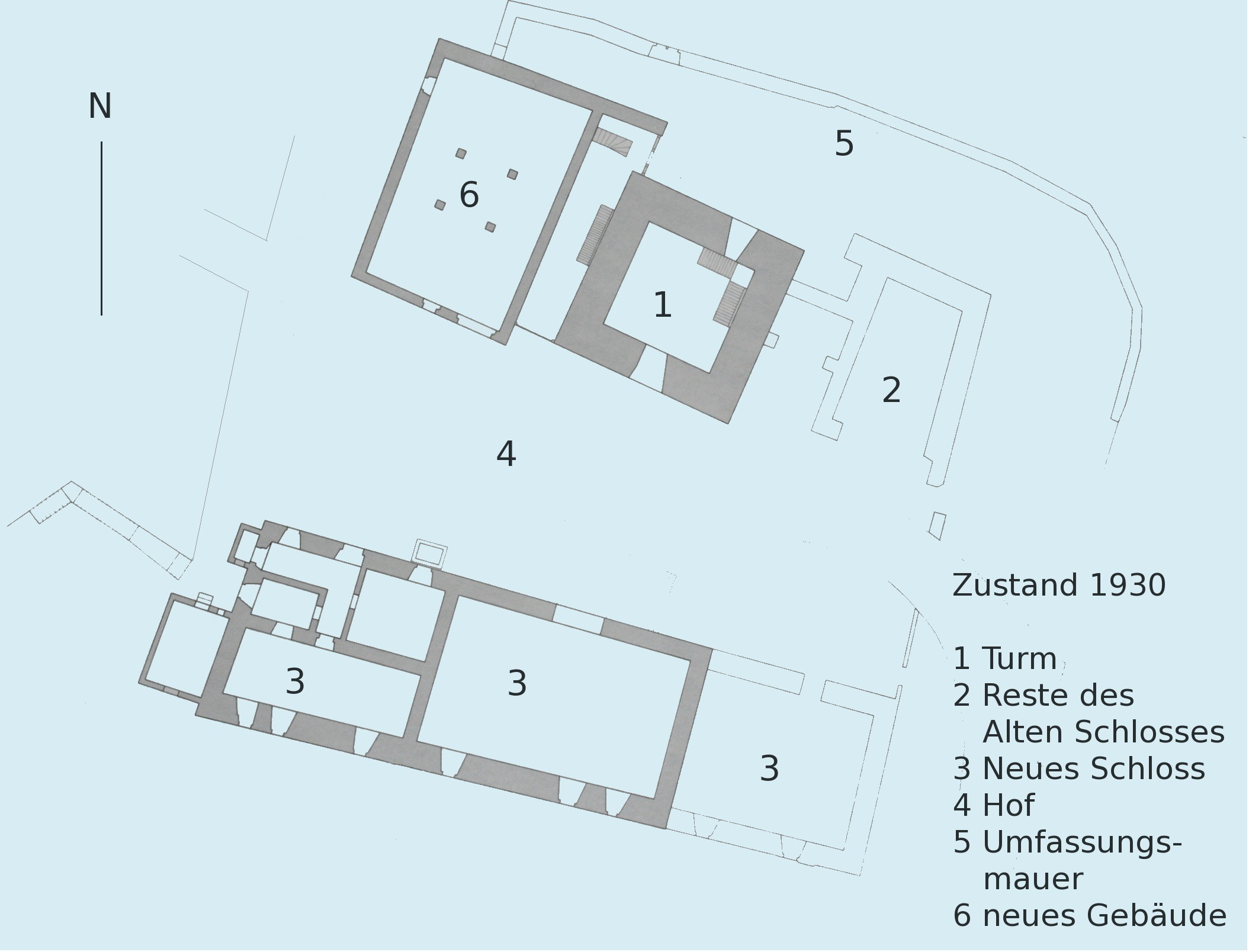
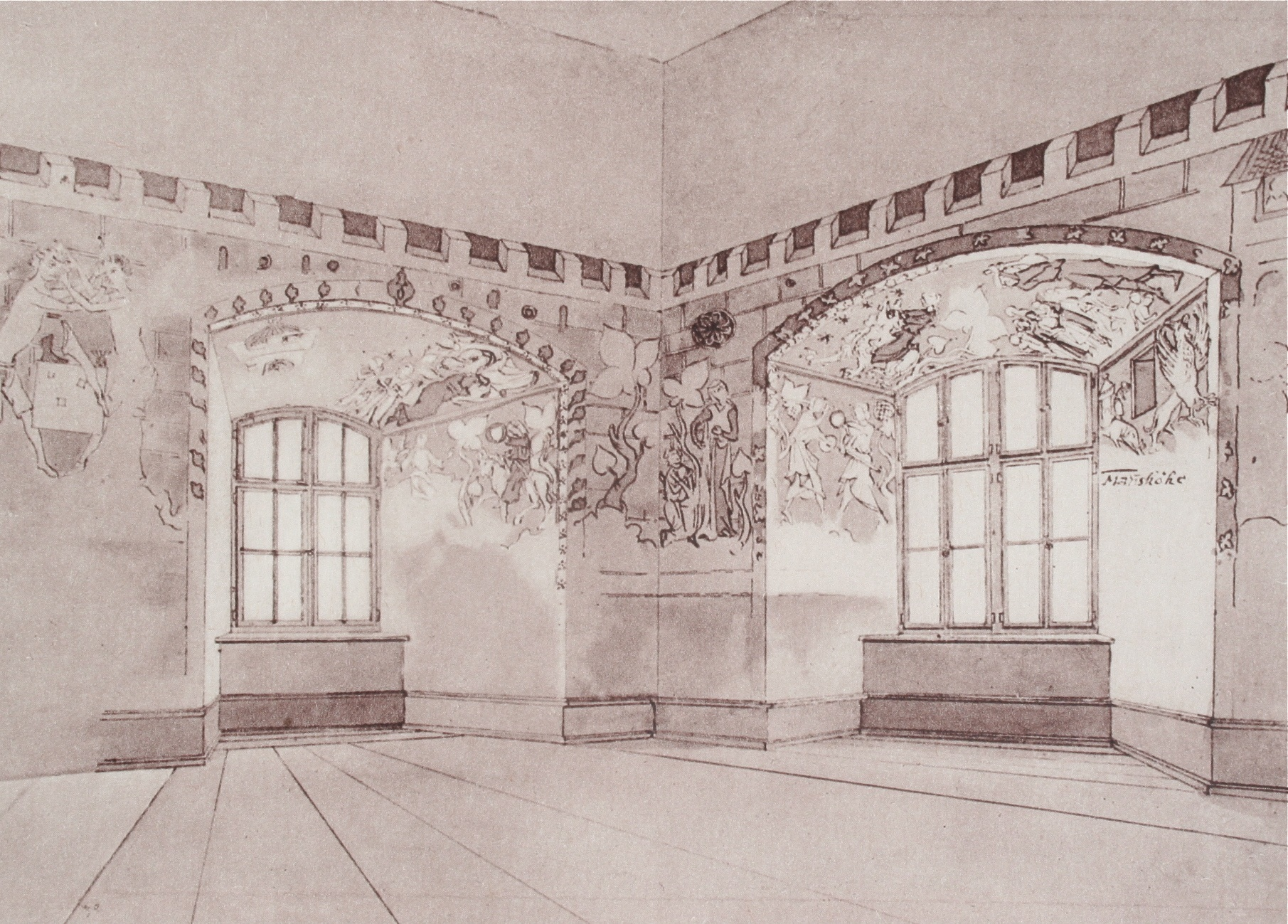
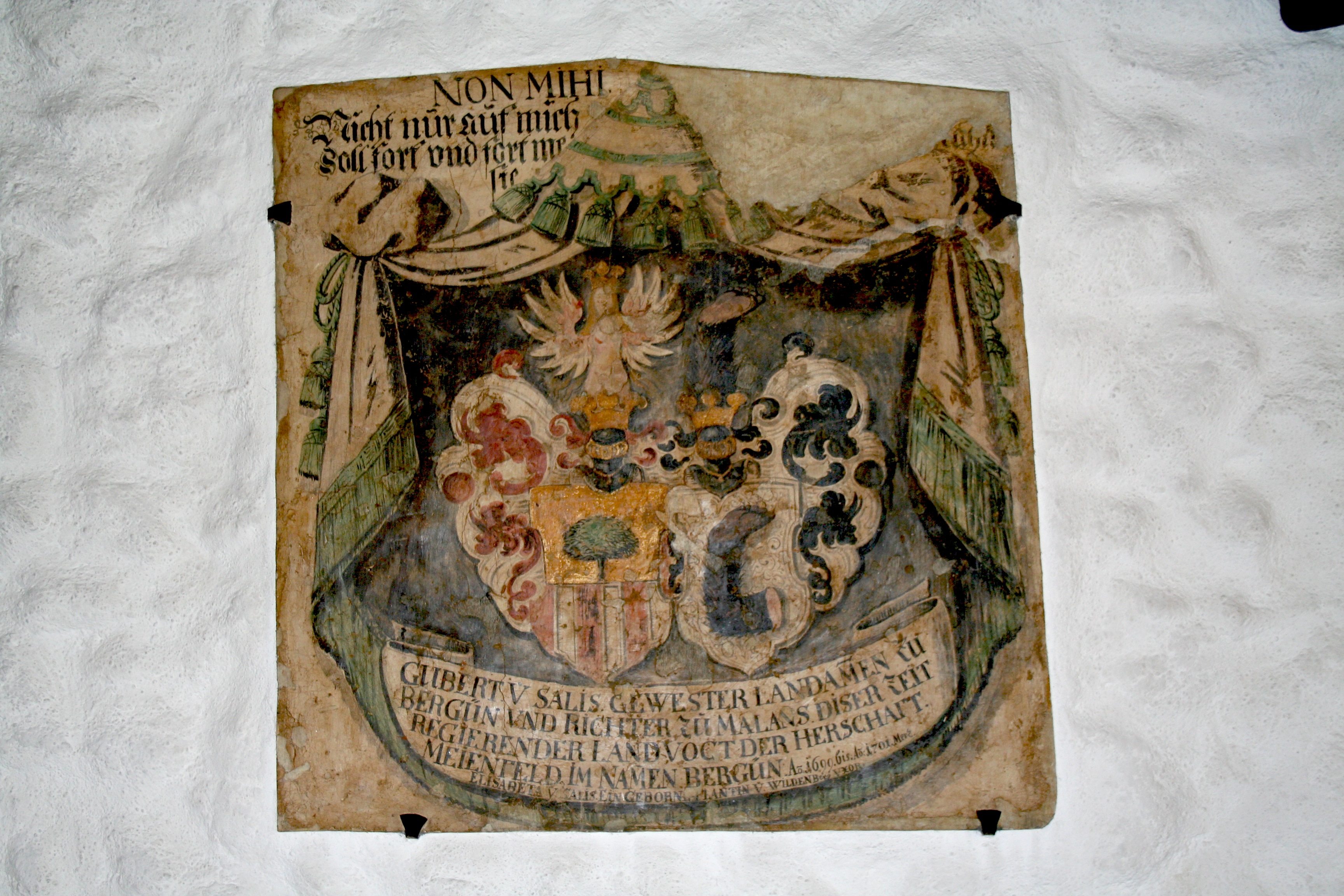
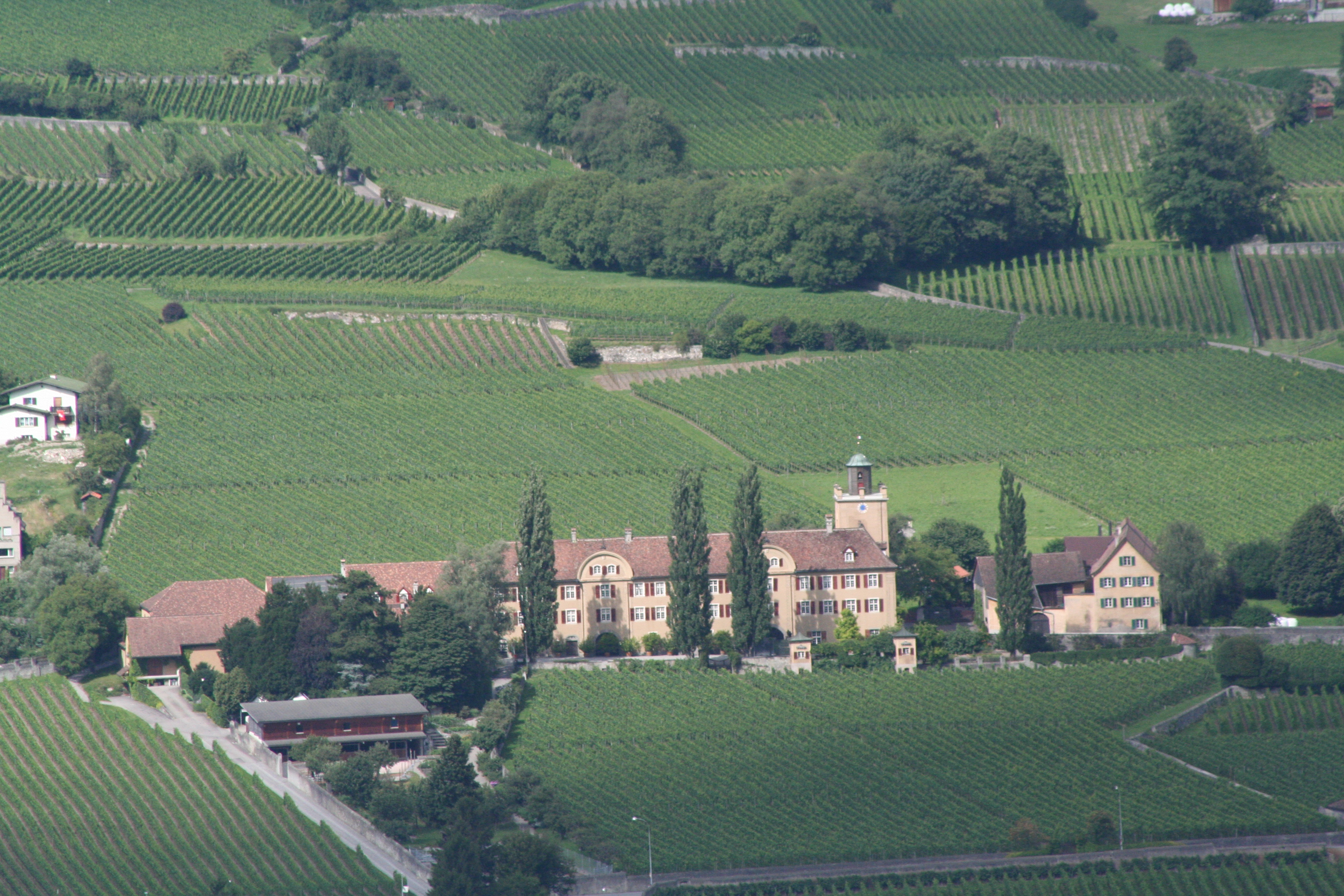